# 相对性原理
相對性原理是相對論中非常核心的假設，它要求任何物理定律的數學表達，除了兩參考系之間必要的(時間、空間)座標轉換之外，應在兩座標系有同樣的形式。

## 直觀概念
有幾種相對性原理在科學領域被廣泛作為理論的假設。其中一種最為人所知的，就是相信自然定律一直都會是一樣的；並且，科學研究通常會假設自然定律不會因為觀察者改變。這類原理已經被當作是科學探究最基本的一部份。任何相對性原理都規定了一種自然定律的對稱性：換句話說，一個觀察者看這些自然定律，會跟另一個觀察者看起來一樣。舉例而言，如果兩個觀察者在不同時間觀察到同樣的物理定律，那麼能量這種物理量將會守恆。在這種觀點下，相對性原理可以預測出自然會如何表現，並且還能靠實驗驗證，不再只是一些有關科學家如何寫下定律的論述。

## 狹義相對性原理
根據狹義相對論的第一條公設：
狹義相對論是以下面的公設為基礎的，而伽利略-牛頓的力學也滿足這條公設：如果這樣選取座標系 K，使物理定律參照於它得以最簡單的形式成立，那同樣的定律也會在任何相對於K均速平移的座標系K'裡成立。這條公設我們稱為"狹義相對性原理"。

 — 阿爾伯特·愛因斯坦：廣義相對論基礎，A部分，§1.對狹義相對論的評述
狹義相對性原理主張物理定律應該在所有相互均速運動的慣性座標系(定義為牛頓第一運動定律為真的座標系)裡都要一樣，且牛頓力學同樣的滿足這個原理。這個原理的一個重要結果，就是相對於慣性座標系靜止的觀察者，無法在不參照其他物體的狀況下，以任何物理方法確定自己是靜止還是等速運動。

### 牛頓力學
1632年，伽利略·伽利萊在他的書關於托勒密和哥白尼兩大世界體系的對話裡第一次明確的提出了狹義相對性原理，並且在書裡用伽利略的飛船來進行比喻。
牛頓力學加了一些概念進去狹義相對性原理，包括運動定律、重力、以及絕對時間。在這些定律下，狹義相對性原理說明了力學定律在伽利略變換下應保持不變。

### 狹義相對論
約瑟夫·拉莫爾和亨德里克·勞侖茲發現，作為電磁學基石的馬克士威方程組只有在特定的轉換下保持不變(這個轉換事實上與現代的洛伦兹变换形式上稍有不同)。這讓某些物理學家很困惑，它們認為乙太跟亨利·龐加萊所定義的相對性原理是不相容的：
根據相對性原理，物理現象的定律應該要一樣，不管觀察者是固定在一個地方，或者是在進行等速度平移運動。所以我們不應該，也無法用任何方式分辨我們是否在進行等速度平移運動。

 — 亨利·龐加萊, 1904
阿爾伯特·愛因斯坦在1905年發表的《論動體的電動力學》中把相對性原理提升為公設，並以光速不变原理為基礎重新檢視同時性還有對運動物體長度測量的兩種不同方法後，（加上了一些將被廣義相對論推翻的額外物理假設而）推出了洛伦兹变换，並以光的球面波證明兩個原理是相互調和不矛盾的。愛因斯坦也於同篇論文，從馬克士威方程組在洛伦兹变换下形式保持不變的要求，展示了不同的慣性座標可能會看到不同的＂電磁組合＂，並說明了質量修正後的動力學。
真正決定狹義相對論和古典力學差異的是光速不变原理，而狹義相對論本身是無法描述非慣性座標系的。(注意到双生子佯谬採用的是強等效原理，也就是每一點附近會有一個局域慣性參考系使狹義相對論成立)

## 廣義相對性原理
廣義相對性原理說明了:
在基本物理定律下，所有座標系都該是等價的
 — C. Møller The Theory of Relativity, p. 220
換句話說，普適的物理定律在所有座標系下都該是相同的—不管是慣性或是非慣性。一個加速的帶電粒子可能會產生同步輻射, 儘管一個慣性座標系下靜止的粒子並不會產生這樣的輻射。如果我們現在考慮的是另一個同樣在加速的帶電粒子，不過是在它的非慣性靜止系下觀察，那它的確會在靜止的時候輻射。
在非慣性座標系下的物理是用座標變換來處理的，一開始在慣性座標系中進行一些必要的計算，接下來再把物理量轉換到非慣性座標系下。在多數的情況下，我們只要多考慮假想力，就可以在非慣性座標系下使用同樣的物理定律。以常見的均勻轉動座標系為例，只要我們加上離心力和科氏力，就可以把這個座標系當作是慣性座標系來處理。
涉及在廣義相對性原理的問題不會這麼簡單。狹義相對論預測，在慣性座標系下的觀察者不會看到(局域速度)比光速還快的物體。然而，在地球的非慣性座標系下，如果我們把地球當作是個定點，那我們在天上看到的星星每天都會繞地球一圈。因為這些星星距離地球數光年，這個結果表示在地球的非慣性座標系下，觀察者會發現星星相對他們移動的速度看似比光速還快。
但因為非慣性座標系不適用於狹義相對性原理，這樣的觀察結果並不會和前面的論述自相矛盾。

### 廣義相對論
在1907到1915年，愛因斯坦完備了廣義相對論。廣義相對論主張狹義相對論裡全域的勞倫茲協變性在有物質的時候應該修正成局域的勞倫茲協變性。物質的出現會扭曲時空，並且這個曲率會影響到自由粒子的移動路徑（甚至是光走的路徑）。廣義相對論使用了微分幾何和張量來把重力描述成時空的幾何性質。這個理論是以廣義相對性原理作為根基，而且愛因斯坦甚至用這個原理來為這個理論取名。